# 김을화
김을화(金乙和)는 조선 초기의 무신이다. 본관은 경주(慶州)이며 자(字)는 지화(志和), 호는 존양재(存養齋)이다.

## 생애
공민왕 3년(1354년)에 여섯 형제 가운데 막내로 태어났다. 태종10(1410)년 경성병마사(鏡城兵馬使)가 되어 성보를 수리하고 군사를 훈련시켜 북방의 침입에 대비하였다. 경성을 방비하던 중 여진족 올량합(兀良哈)의 침입 소식을 듣고 용성(龍城)에 급히 달려가 전투를 벌였다. 무장으로서 부방하여 능실(陵室)을 숙위한 공로가 컸다. 같은 해에 길주도 도안무찰리사(道安撫察理使)가 되었으며, 다음 해에 전라도 수군도절제사(水軍都節制使)에 제수되었다. 태종 18년(1418)년 경상도 수군도절제사에 제수되었으나, 경상우도 함양에 유배된 안성부원군(安城府院君) 이숙번의 오촌숙(五寸叔)이라는 이유로 박광연(朴光衍)이 대신 제수되었다. 세종 원년(1419년) 상왕이 대마도 정벌을 명하자 이순몽(李順蒙)과 더불어 우군절제사(右軍節制使)가 되어 대마도를 정벌하였다. 이어 우군동지총제(右軍同知摠制), 삼군부총제(三軍府摠制)에 올랐다. 우의정 류량이 평하길, 사람됨이 부지런하고 검소하였으나 우직하였다고 한다. 세종 31년(1449년)에 죽었다.

## 가족
- 고조(高祖)
  - 완산부원군(完山府院君) 김요(金瑤)
- 증조(曾祖)
  - 병부시랑 증예의판서(兵部侍郞 贈禮儀判書) 김정윤(金正潤)
- 조부(祖父)
  - 판삼사사 증문하부사(判三司事 贈門下府事) 김남분(金南賁)
- 선고(先考)
  - 진사 증이조판서(進士 贈吏曹判書) 김천응(金天應)
- 형제(兄弟)
  - 동래진병마도절제사(東萊鎭兵馬都節制使) 김을권(金乙券)
  - 울주부사(蔚州府使) 김을적(金乙適)
  - 사헌부장령(司憲府掌令) 김을진(金乙軫)
  - 예조참의(禮曹參議) 김을범(金乙範)
  - 이조판서(吏曹判書) 김을초(金乙軺)
- 자녀(子女)
  - 승정원우승지(承政院右承旨) 김백일(金百鎰)
- 손자(孫子)
  - 현령(縣令) 김효민(金孝敏)

## 참고 문헌
- 조선왕조실록(朝鮮王朝實錄), 경주김씨세보(慶州金氏世譜)